# Baniana recussa
Baniana recussa là một loài bướm đêm trong họ Erebidae.